# Rutino

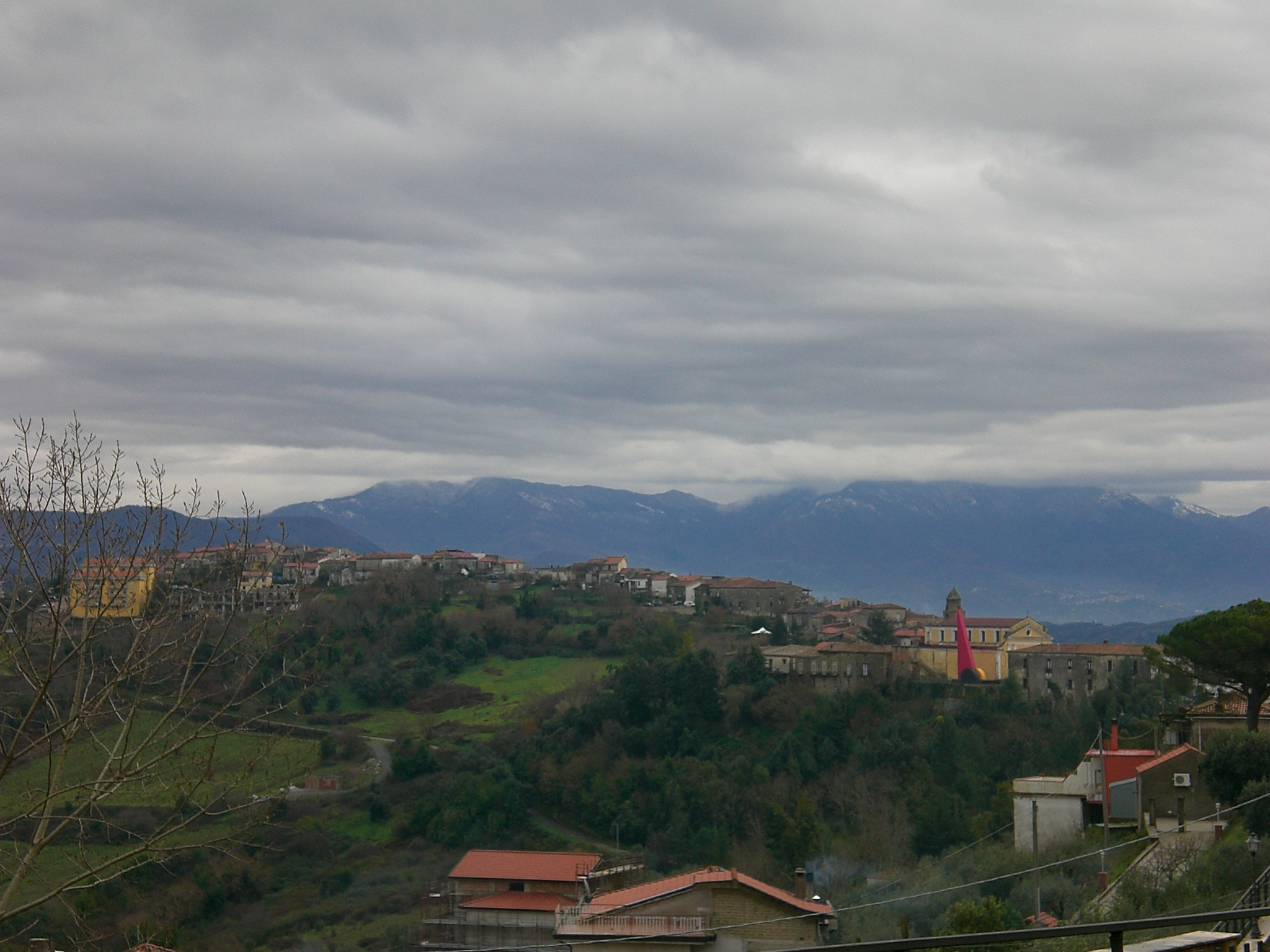
Rutino

Rutino ist eine Gemeinde mit 770 Einwohnern (Stand 31. Dezember 2023) im Südwesten Italiens in der Provinz Salerno (Region Kampanien).
Der Ort liegt im Westen des Nationalparks Cilento etwa 5 km südlich von Agropoli.

## Geografie
Zur Gemeinde gehören keine weiteren Ortschaften. Die Nachbargemeinden sind Lustra, Perito, Prignano Cilento und Torchiara.
Lustra<?> liegt auf etwa 370 Meter Höhe, nordöstlich des Monte Stella, des höchsten Bergs in der näheren Umgebung, und ist Teil des Nationalparks Cilento und Vallo di Diano, sowie der Comunità Montana Alento-Monte Stella.